# Porkeri (gmina)
Porkeri – gmina na Wyspach Owczych, duńskim terytorium zależnym na Oceanie Atlantyckim. Graniczy z czterema innymi jednostkami: Fámjins, Hovs, Tvøroyrar oraz Vágs kommuna. Jej centrum administracyjnym jest miejscowość Porkeri.
Gmina Porkeri położona jest na wschodnim wybrzeżu wyspy Suðuroy. Zajmuje powierzchnię 13,6 km².
Według danych na 1 stycznia 2014 roku zamieszkuje ją 311 osób.

## Historia
Gmina powstała w wyniku ostatniego etapu podziału istniejącej od 1872 roku Suðuroyar Prestagjalds kommuna. W 1908 jednostka ta ostatecznie przestała istnieć, dzieląc się na Fámjins, Porkeris oraz Sumbiar kommuna. Początkowo obejmowała także tereny gminy Hov, która odłączyła się w 1920 roku, oraz miejscowość Nes, którą w 1928 przyłączono do gminy Vágur. Od tamtej pory w granicach Porkeris kommuna pozostaje jedynie miejscowość Porkeri.

## Populacja
Gmina zamieszkiwana jest przez 311 osób. Współczynnik feminizacji wynosi w niej niemal 80 (na 173 mężczyzn przypada 138 kobiet). Jest to społeczeństwo starzejące się, w którym około 30% stanowią osoby powyżej sześćdziesiątego roku życia, zaś jedynie niewiele ponad 21% ludzie młodsi niż 19 lat. Największą grupą w przedziałach co dwadzieścia lat są osoby w wieku 60-69 lat (14,79%), a drugą osoby w wieku 50-59 lat (14,47%).
Populacja gminy liczona jest od roku 1960. Wynosiła ona wówczas 408 osób i malała, w roku 1977 osiągając poziom 330 ludzi. Od tamtego czasu zaobserwowano wzrost liczby ludności (337 osób w 1983, 355 w 1985 i 395 w 1990) do roku 1995, kiedy wynosiła ona 401 osób. Wówczas na Wyspach Owczych panował kryzys gospodarczy, który spowodował emigrację wielu ludzi z terenu archipelagu. W 2000 roku żyło tam 357 ludzi, a liczba ta lekko wzrosła w pięć lat później (359 osób), by ostatecznie zmaleć o niemal 50 osób.

## Polityka
Burmistrzem Porkeris kommuna jest Mikkjal Sørensen z Partii Ludowej. Obecnie w skład rady gminy wchodzi pięć osób. W 2012 roku odbyły się ostatnie wybory samorządowe na Wyspach Owczych, których wyniki w gminie Porkeri przedstawiały się następująco:
| Lista | Nazwa partii                    | Głosy | Procent | Mandaty | Mandaty |
| ----- | ------------------------------- | ----- | ------- | ------- | ------- |
| A     | Partia Ludowa (Fólkaflokkurin)  | 164   | 70,39   | 4       | +1      |
| B     | Partia Unii (Sambandsflokkurin) | 69    | 29,61   | 1       | -1      |
|       | Suma                            | 234   | 100     | 5       | 0       |

| Lista A        | Lista A          | Lista A        | Lista B           | Lista B                  | Lista B           |
| Fólkaflokkurin | Fólkaflokkurin   | Fólkaflokkurin | Sambandsflokkurin | Sambandsflokkurin        | Sambandsflokkurin |
| Nr             | Kandydat         | Głosy          | Nr                | Kandydat                 | Głosy             |
| -------------- | ---------------- | -------------- | ----------------- | ------------------------ | ----------------- |
| 1.             | Sveinur Bech     | 35             | 1.                | Súsanna Krosslág         | 9                 |
| 2.             | Mikkjal Sørensen | 56             | 2.                | Rannvá Albinus           | 17                |
| 3.             | Eyðolf Bech      | 25             | 3.                | Odd Eið Knutsen          | 1                 |
| 4.             | Eilin Hovgaard   | 11             | 4.                | Hans Signar Bech         | 0                 |
| 5.             | Bodil Finnsson   | 3              | 5.                | Gudmundur Djurhuus       | 8                 |
| 6.             | Anna Dam         | 3              | 6.                | Emily Midjord            | 13                |
| 7.             | Andreas Berg     | 31             | 7.                | Daniel Johannes Djurhuus | 7                 |
|                |                  |                | 8.                | Bodil Finnsson           | 3                 |
|                |                  |                | 9.                | Alexandra Múller         | 11                |
|                | Lista            | 0              |                   | Lista                    | 0                 |

Frekwencja wyniosła 91,02% (234 na 256 osób uprawnionych). Oddano jedną kartę wypełnioną błędnie i ani jednej czystej.

## Miejscowości wchodzące w skład gminy Porkeri
| Miejscowość | Liczba mieszkańców (01.01.2014) | Krótki opis | Zdjęcie              |
| ----------- | ------------------------------- | --- | -------------------- |
| Porkeri     | 311                             | Jedyna miejscowość w gminie. Zamieszkana już w XIV wieku. Znajduje się tam wzniesiony w 1847 roku kościół drewniany. W 1984 roku zbudowano tam szkołę, która zastąpiła poprzednią z roku 1888. Dawny gmach służy obecnie, jako muzeum Porkeris Bygdasavn. | Porkeri w roku 2002. |